# Макклири, Алан
Алан Те́рри Маккли́ри (англ. Alan Terry McLeary; род. 6 октября 1964, Ламбет, Лондонское графство) — английский футболист, защитник и тренер. Наиболее известен по выступлениям за «Миллуолл», в составе которого он признавался игроком года (1986).

## Клубная карьера
Макклири — воспитанник клуба «Миллуолл». 27 августа 1988 года в матче против «Астон Виллы» он дебютировал за клуб в Первом дивизионе Футбольной лиги. 19 ноября в поединке против «Ньюкасл Юнайтед» Макклири забил свой первый гол в составе «львов».
Осенью 1991 года шотландский «Селтик» предложил клубу £400 000 фунтов за игрока. В июле 1992 года Макклири на правах аренды стал игроком «Шеффилд Юнайтед». 15 августа 1992 года в матче против «Манчестер Юнайтед» он дебютировал за новый клуб и принял участие в первом туре новосозданной Английской Премьер-лиги. В октябре защитника арендовал «Уимблдон». 17 октября в матче против «Саутгемптона» он дебютировал за клуб. После этого его аренда была прекращена.
После окончания контракта, Макклири выступал за «Чарльтон Атлетик». В 1997 году он вернулся в «Миллуолл» и выступал за клуб во втором дивизионе Футбольной лиги. После завершения карьеры короткое время был главным тренером клуба и назначался исполняющим обязанности в 2006 году.